# Fashion Sakala
Fashion Sakala Junior (Chipata, 14 maart 1997) is een Zambiaans voetballer die bij voorkeur als aanvaller speelt. Hij kwam in de zomer van 2018 naar KV Oostende. Voordien was hij actief bij het tweede elftal van Spartak Moskou.

## Clubcarrière

### Zambia
In 2013 werd hij provinciaal kampioen in de Oost-Provincie van Zambia bij de jeugd van Nchanga Rangers. Later speelde hij bij de jeugd van Zanaco FC, beide clubs uitkomend in de Zambiaanse Premier League.

### Spartak Moskou
In 2016 bood de Russische topclub Spartak Moskou Sakala een contract aan, hij zou er in eerste instantie zijn wedstrijden spelen bij Spartak-2 Moskou, het tweede elftal van de club dat uitkomt in de Russian Football National League, de Russische tweede klasse. De club bracht hem in zijn eerste seizoen in een totaal nieuwe omgeving met mondjesmaat, in zijn eerste seizoen viel Sakala 4 keer in voor het tweede elftal van de club uit de hoofdstad. In zijn tweede seizoen groeide hij uit tot een belangrijke speler bij dit tweede elftal, in 31 wedstrijden scoorde Sakala 10 doelpunten. De Italiaanse coach van het eerste elftal, Massimo Carrera, liet hem dat seizoen ook tweemaal op de bank zitten bij het eerste elftal. Tot een officieel debuut kwam het echter niet.

### KV Oostende
Voorafgaand aan het seizoen 2018/19 tekende Sakala voor de Belgische kustploeg KV Oostende. In zijn eerste seizoen onder coach Gert Verheyen wisselde hij geregeld een plek in de basisopstelling af met een plek op de invallersbank, toch wist hij nog 5 doelpunten in de competitie te scoren en 1 doelpunt in de Beker van België. In het seizoen 2019/20 wist Sakala volledig door te breken en was hij niet meer weg te denken uit de basis. Met zijn snelheid en neus voor goals had hij een belangrijk aandeel in het behoud in Eerste klasse A dat seizoen.

## Clubstatistieken
| Seizoen | Club             | Land               | Competitie           | Competitie | Competitie | Beker | Beker | Europees | Europees | Totaal | Totaal |
| Seizoen | Club             | Land               | Competitie           | Wed.       | Dlp.       | Wed.  | Dlp.  | Wed.     | Dlp.     | Wed.   | Dlp.   |
| ------- | ---------------- | ------------------ | -------------------- | ---------- | ---------- | ----- | ----- | -------- | -------- | ------ | ------ |
| 2016/17 | Spartak-2 Moskou | Vlag van Rusland   | RFN League           | 4          | 0          | —     | —     | —        | —        | 4      | 0      |
| 2017/18 | Spartak-2 Moskou | Vlag van Rusland   | RFN League           | 31         | 10         | —     | —     | —        | —        | 31     | 10     |
| 2018/19 | KV Oostende      | Vlag van België    | Jupiler Pro League   | 33         | 5          | 5     | 1     | —        | —        | 38     | 6      |
| 2019/20 | KV Oostende      | Vlag van België    | Jupiler Pro League   | 28         | 8          | 2     | 1     | —        | —        | 30     | 9      |
| 2020/21 | KV Oostende      | Vlag van België    | Jupiler Pro League   | 33         | 15         | 1     | 0     | —        | —        | 34     | 15     |
| 2021/22 | Rangers FC       | Vlag van Schotland | Scottish Premiership | 0          | 0          | —     | —     | —        | —        | 0      | 0      |
| TOTAAL  | TOTAAL           | TOTAAL             | TOTAAL               | 125        | 38         | 8     | 2     | 0        | 0        | 234    | 40     |

## Interlandcarrière
Fashion Sakala speelde op de Africa Cup of Nations U20 2017 twee wedstrijden waarbij hij 3 keer tot scoren kwam. Later won zijn land Zambia het toernooi. Door deze toernooiwinst kwalificeerde het elftal zich voor het WK Onder-20 2017 waarbij Fashion Sakala in 5 gespeelde wedstrijden maar liefst 4 keer kon scoren. Maar ze werden echter uitgeschakeld in de kwartfinale door de beloftenploeg van Italië. In 2019 speelde Zambia U23 een kwalificatie-wedstrijd voor de Africa Cup of Nations U23 2019 tegen Malawi U23, hij scoorde het winnende doelpunt bij 0-1 winst. In de terugwedstrijd scoorde hij nog eens, Zambia U23 ging door naar de volgende kwalificatieronde nadat ze opnieuw 1-0 wonnen. In de volgende ronde versloeg Zambia U23 het Congolese elftal en plaatste het land zich voor de Africa Cup U23. Op dat toernooi geraakten ze niet verder dan de groepsfase, hij speelde een van de drie wedstrijden. Bij het Zambiaans voetbalelftal mocht hij 8 keer spelen, hij kon 1 keer scoren, dat was in zijn 8ste wedstrijd tegen het Ivoriaans voetbalelftal.

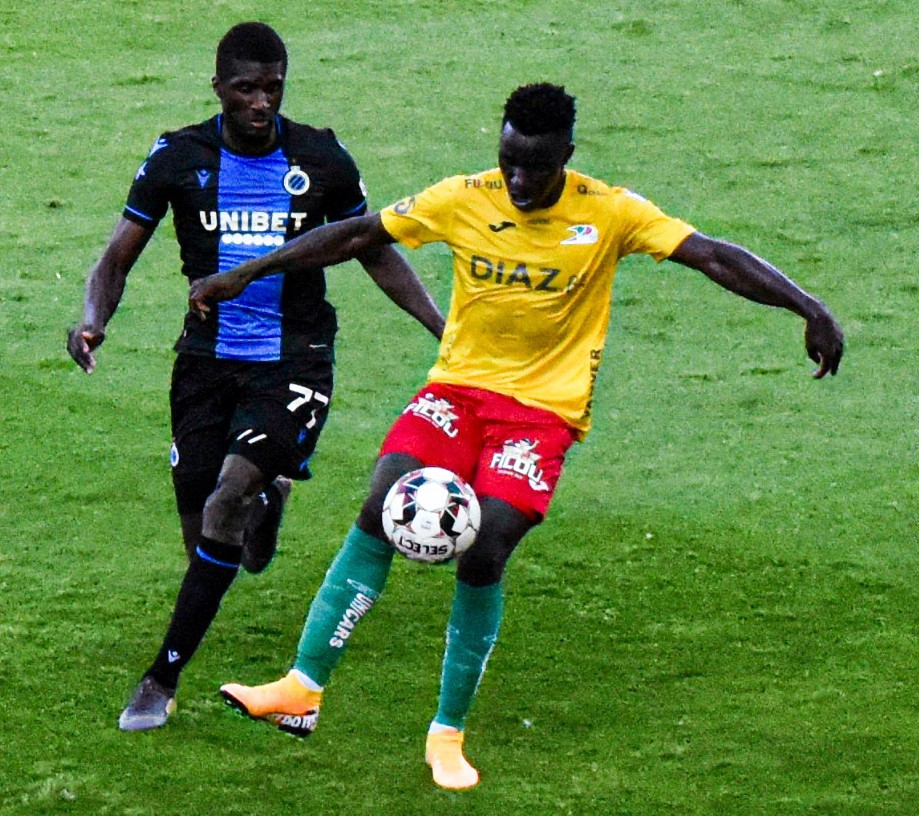
Fashion Sakala (Rechts) met KV Oostende tegen Club Brugge.

1 Bossin ·
2 Vinck ·
3 Medley ·
4 Basila ·
5 Laes ·
6 D'Arpino ·
7 Ndicka ·
10 Rocha ·
11 Jung ·
13 Gabriël ·
14 Mebude ·
16 Dewaele ·
17 Durdov ·
19 Osifo ·
20 Musayev ·
23 Amade ·
25 Van Daele ·
26 Koziello ·
29 D'haese ·
33 Tanghe ·
36 Wylin ·
68 Ambrose ·
77 Atanga ·
88 Rodin ·
90 Berte ·
93 Badu ·
99 Albanese ·
Coach: Jamath Shoffner